# Hormetica laevigata
Hormetica laevigata es una especie de insecto blatodeo de la familia Blaberidae, subfamilia Blaberinae.

## Distribución geográfica
Se pueden encontrar en Brasil.

## Sinónimo
- Polyzosteria nitens Walker, 1868.